# The Addams Family (série animada de 1973)
A Família Addams (The Addams Family no original) é uma série animada inspirada nos personagens criados pelo cartunista Charles Addams. A primeira temporada estreou em 1973, nos EUA. 

A Família Addams é formada por Gomez (pai), Mortícia (mãe), Wandinha (filha) e Feioso (filho). Ainda vive com eles a Vovó Addams, Tio Chico, além do mordomo Tropeço e da Mãozinha, uma mão que anda sozinha e sempre ajuda quando solicitada.
Ainda temos o Primo Coisa, que sempre os visita. Uma montanha de pelos que tem grande influência no governo.
Fizeram uma participação especial na série The New Scooby-Doo Movies e logo depois ganharam uma série própria (a participação deve ter sido a inspiração para a origem da série).

## Lista de episódios
Nomes originais (em inglês)

### Temporada de 1973
- Addams Family In New
- Left In The Lurch
- Boola Boola
- The Fastest Creepy Camper In The West
- The Mardi Gras Story
- Follow That Loaf Of Bread
- Aloha, Hoolamagoola
- The Reluctant Astronauts' Trip To The Moon
- The Great Balloon Race
- The Circus Story
- Ghost Town
- The Addams Family at Sea
- The Voodoo Story
- The Roller Derby Story
- Addams Go West
- The Addams Family at The Kentucky Derby

## Dubladores

### Nos Estados Unidos
- Gómez Addams: Lennie Weinrib
- Mortícia Addams, Vovó: Janet Waldo
- Tio Chico: Jackie Coogan
- Tropeço: Ted Cassidy
- Feioso: Jodie Foster
- Wandinha: Cindy Henderson

### No Brasil
- Gómez Addams: Jorge Pires
- Mortícia Addams: Marly Marcel
- a avó bruxa: Ivete Jaime
- Tio Chico: Mário Vilela
- Tropeço: Francisco José
- Feioso: Maria Inês
- Wandinha: Aliomar de Matos